# مونت بیوتی (ویکتوریا)
مونت بیوتی (به انگلیسی: Mount Beauty) یک شهرک در استرالیا است که در ویکتوریا (استرالیا) واقع شده‌است.